# Мелотрон (група)
За музикалния инструмент вижте Мелотрон.
Мелотрон (Melotron) e синтпоп група от Германия. Формирана е през 1996 г. от бившите членове на The Vermin, Анди Крюгер, Едгар Слатнов и Кай Хилдебрандт. Групата се радва на незабавен успех още с първия си сингъл „Dein Meister“, през 1998.
До 2007 г. Мелотрон изпълняват песните си само и единствено на немски език. В последния им албум Propaganda, осмото парче „Broken“ е с английски текст. Песните им са мелодични, преобладаващо меланхолични, в приятен танцувален ритъм.

### Албуми
- Mörderwerk (1999)
- Fortschritt (2000)
- Weltfrieden (2002)
- Sternenstaub (2003)
- Cliche (2005)
- Propaganda (2007)